# The Little Sister
Pour plus de détails, voir Fiche technique et Distribution.
The Little Sister est un film américain de Sidney Olcott, réalisé en 1911 avec Gene Gauntier, Jack J. Clark et Robert G. Vignola dans les rôles principaux.

## Fiche technique
- Titre original : The Little Sister
- Réalisateur : Sidney Olcott
- Photographie : George Hollister
- Société de production : Kalem Company
- Pays de production :  États-Unis
- Lieu de tournage : Jacksonville (Floride)
- Longueur : 1000 pieds
- Dates de sortie :
  - États-Unis : 9 février 1911 (New York)
  - Royaume-Uni : 14 mai 1911 (Londres)

## Distribution
- Gene Gauntier
- Jack J. Clark
- Robert G. Vignola

## À noter
- Le film est tourné à Jacksonville en Floride.